# York (Maine)
York – miasto w Stanach Zjednoczonych, w stanie Maine, w hrabstwie York.